# Puchar Europy w narciarstwie alpejskim mężczyzn 2018/2019
Puchar Europy w narciarstwie alpejskim mężczyzn w sezonie 2018/2019 – 48. edycja tego cyklu. Pierwsze zawody odbyły się 29 listopada 2018 roku w fińskim Levi, a ostatnie zaplanowano na 17 marca 2019 roku we włoskim ośrodku Sella Nevea. 
Tytułów w poszczególnych klasyfikacjach bronili:
- generalna:  Johannes Strolz
- zjazd:  Christopher Neumayer
- slalom:  Matej Vidović
- gigant:  Dominik Raschner
- supergigant:  Christoph Krenn
- superkombinacja:  Daniel Danklmaier

## Podium zawodów
| Lp. | Data              | Miejscowość      | Konkurencja       | 1. Miejsce             | 2. Miejsce                              | 3. Miejsce                          |
| --- | ----------------- | ---------------- | ----------------- | ---------------------- | --------------------------------------- | ----------------------------------- |
| 1.  | 29 listopada 2018 | Levi             | Slalom            | Sandro Simonet         | Elias Kolega                            | Linus Straßer                       |
| 2.  | 30 listopada 2018 | Levi             | Slalom            | Alex Vinatzer          | Linus Straßer                           | Aleksandr Choroszyłow               |
| 3.  | 4 grudnia 2018    | Funäsdalen       | Gigant            | Simon Maurberger       | Marco Reymond                           | Patrick Feurstein                   |
| 4.  | 5 grudnia 2018    | Funäsdalen       | Gigant            | Fabian Wilkens Solheim | Lucas Braathen                          | Mathias Graf Maximilian Lahnsteiner |
| 5.  | 12 grudnia 2018   | Sankt Moritz     | Superkombinacja   | Odwołano               | Odwołano                                | Odwołano                            |
| 6.  | 12 grudnia 2018   | Sankt Moritz     | Supergigant       | Marco Odermatt         | Raphael Haaser                          | Maximilian Lahnsteiner              |
| 7.  | 12 grudnia 2018   | Sankt Moritz     | Supergigant       | Stefan Rogentin        | Marco Odermatt                          | Gino Caviezel                       |
| 8.  | 17 grudnia 2018   | Andalo Paganella | Gigant            | Cedric Noger           | Andrea Ballerin                         | Simon Maurberger                    |
| 9.  | 18 grudnia 2018   | Andalo Paganella | Gigant            | Lucas Braathen         | Atle Lie McGrath Fabian Wilkens Solheim | –                                   |
| 10. | 19 grudnia 2018   | Obereggen        | Slalom            | Istok Rodeš            | Giuliano Razzoli                        | Elias Kolega                        |
| 11. | 20 grudnia 2018   | Zauchensee       | Supergigant       | Gino Caviezel          | Stefan Rogentin Roy Piccard             | –                                   |
| 12. | 21 grudnia 2018   | Zauchensee       | Supergigant       | Stefan Babinsky        | Daniel Hemetsberger                     | Christopher Neumayer                |
| 13. | 6 stycznia 2019   | Val-Cenis        | Slalom            | Simon Maurberger       | Timon Haugan                            | Bjørn Brudevoll                     |
| 14. | 7 stycznia 2019   | Val-Cenis        | Slalom            | Simon Maurberger       | Bjørn Brudevoll                         | Atle Lie McGrath                    |
| 15. | 11 stycznia 2019  | Wengen           | Zjazd             | Matia Casse            | Christopher Neumayer                    | Adrian Smiseth Sejersted            |
| 16. | 17 stycznia 2019  | Kronplatz        | Gigant            | Lucas Braathen         | Bjørnar Neteland                        | Rasmus Windingstad                  |
| 17. | 21 stycznia 2019  | Kitzbühel        | Zjazd             | Daniel Danklmaier      | Nils Mani                               | Lars Rösti                          |
| 18. | 29 stycznia 2019  | Chamonix         | Zjazd             | Victor Schuller        | Nils Mani                               | Arnaud Boisset                      |
| 19. | 29 stycznia 2019  | Chamonix         | Zjazd             | Victor Schuller        | Manuel Traninger                        | Stefan Rogentin                     |
| 20. | 1 lutego 2019     | Tignes           | Slalom równoległy | Pirmin Hacker          | Anton Tremmel                           | Lorenzo Moschini                    |
| 21. | 4 lutego 2019     | Gstaad           | Slalom            | Istok Rodeš            | Aleksandr Choroszyłow                   | Jonathan Nordbotten                 |
| 22. | 5 lutego 2019     | Gstaad           | Slalom            | Jonathan Nordbotten    | Timon Haugan                            | Istok Rodeš                         |
| 23. | 13 lutego 2019    | Sarntal          | Zjazd             | Thomas Biesemeyer      | Henri Battalani                         | Christoph Krenn                     |
| 24. | 14 lutego 2019    | Sarntal          | Zjazd             | Christopher Neumayer   | Christoph Krenn                         | Davide Cazzaniga                    |
| 25. | 15 lutego 2019    | Sarntal          | Supergigant       | Davide Cazzaniga       | Stefan Babinsky                         | Thomas Biesemeyer                   |
| 26. | 28 lutego 2019    | Oberjoch         | Gigant            | Andrea Ballerin        | Erik Read                               | Mathias Graf                        |
| 27. | 2 marca 2019      | Oberjoch         | Slalom            | Odwołano               | Odwołano                                | Odwołano                            |
| 28. | 2 marca 2019      | Oberjoch         | Slalom            | Odwołano               | Odwołano                                | Odwołano                            |
| 29. | 7 marca 2019      | Hinterstoder     | Gigant            | Bjørnar Neteland       | Maximilian Lahnsteiner                  | Charlie Raposo                      |
| 30. | 11 marca 2019     | Kranjska Gora    | Gigant            | Hannes Zingerle        | Stefan Brennsteiner                     | Lucas Braathen                      |
| 31. | 12 marca 2019     | Kranjska Gora    | Slalom            | Jonathan Nordbotten    | Aleksandr Choroszyłow                   | Linus Straßer                       |
| 32. | 15 marca 2019     | Sella Nevea      | Zjazd             | Urs Kryenbühl          | Davide Cazzaniga                        | Florian Schieder                    |
| 33. | 16 marca 2019     | Sella Nevea      | Supergigant       | Roy Piccard            | Stefan Rogentin                         | Christopher Neumayer                |
| 34. | 16 marca 2019     | Sella Nevea      | Kombinacja        | Simon Maurberger       | Raphael Haaser                          | Manuel Traninger                    |
| 35. | 17 marca 2019     | Sella Nevea      | Supergigant       | Roy Piccard            | Christopher Neumayer                    | Daniel Danklmaier                   |

## Klasyfikacje
| Lp. | Zawodnik             | Punkty |
| --- | -------------------- | ------ |
| 1.  | Simon Maurberger     | 745    |
| 2.  | Stefan Rogentin      | 714    |
| 3.  | Timon Haugan         | 600    |
| 4.  | Lucas Braathen       | 592    |
| 5.  | Christopher Neumayer | 572    |
| 6.  | Roy Piccard          | 496    |
| 7.  | Davide Cazzaniga     | 494    |
| 8.  | Stefan Babinsky      | 476    |
| 9.  | Bjørnar Neteland     | 406    |
| 10. | Andrea Ballerin      | 403    |

| Lp. | Zawodnik             | Punkty |
| --- | -------------------- | ------ |
| 1.  | Nils Mani            | 315    |
| 2.  | Victor Schuller      | 280    |
| 3.  | Davide Cazzaniga     | 277    |
| 4.  | Christopher Neumayer | 246    |
| 5.  | Urs Kryenbühl        | 235    |
| 6.  | Lars Rösti           | 209    |
| 7.  | Manuel Traninger     | 207    |
| 8.  | Daniel Danklmaier    | 200    |
| 9.  | Henri Battilani      | 182    |
| 10. | Stefan Rogentin      | 178    |

| Lp. | Zawodnik             | Punkty |
| --- | -------------------- | ------ |
| 1.  | Roy Piccard          | 428    |
| 2.  | Stefan Rogentin      | 426    |
| 3.  | Stefan Babinsky      | 305    |
| 4.  | Christopher Neumayer | 276    |
| 5.  | Gino Caviezel        | 218    |
| 6.  | Raphael Haaser       | 202    |
| 7.  | Davide Cazzaniga     | 195    |
| 8.  | Marco Odermatt       | 180    |
| 9.  | Daniel Danklmaier    | 179    |
| 10. | Niklas Köck          | 163    |

| Lp. | Zawodnik               | Punkty |
| --- | ---------------------- | ------ |
| 1.  | Lucas Braathen         | 560    |
| 2.  | Bjørnar Neteland       | 406    |
| 3.  | Andrea Ballerin        | 381    |
| 4.  | Cedric Noger           | 379    |
| 5.  | Fabian Wilkens Solheim | 366    |
| 6.  | Stefan Brennsteiner    | 310    |
| 7.  | Patrick Feurstein      | 288    |
| 8.  | Simon Maurberger       | 268    |
| 9.  | Hannes Zingerle        | 250    |
| 9.  | Timon Haugan           | 250    |

| Lp. | Zawodnik              | Punkty |
| --- | --------------------- | ------ |
| 1.  | Istok Rodeš           | 350    |
| 2.  | Timon Haugan          | 347    |
| 3.  | Aleksandr Choroszyłow | 325    |
| 4.  | Simon Maurberger      | 323    |
| 5.  | Bjørn Brudevoll       | 282    |
| 6.  | Elias Kolega          | 266    |
| 7.  | Jonathan Nordbotten   | 260    |
| 8.  | Fabio Gstrein         | 259    |
| 9.  | Anton Tremmel         | 228    |
| 10. | Robin Buffet          | 223    |

| Lp. | Zawodnik             | Punkty |
| --- | -------------------- | ------ |
| 1.  | Sam Alphand          | 109    |
| 2.  | Simon Maurberger     | 100    |
| 2.  | Christof Brandner    | 100    |
| 4.  | Stefan Rogentin      | 92     |
| 5.  | Raphael Haaser       | 80     |
| 6.  | Manuel Traninger     | 73     |
| 7.  | Matteo Vaghi         | 56     |
| 8.  | Christopher Neumayer | 50     |
| 8.  | Florian Loriot       | 50     |
| 8.  | Stefan Babinsky      | 50     |